# NGC 7166
NGC 7166 ist eine linsenförmige Galaxie vom Hubble-Typ E/S0? im Sternbild Kranich am Südsternhimmel. Sie ist schätzungsweise 110 Millionen Lichtjahre von der Milchstraße entfernt und hat einen Durchmesser von etwa 80.000 Lichtjahren. Gemeinsam mit dem Galaxienpaar NGC 7162 / PGC 67818 bildet sie ein optisches Trio.
Das Objekt wurde am 5. September 1834 von John Herschel entdeckt.